# Pinanga badia
Pinanga badia là loài thực vật có hoa thuộc họ Arecaceae. Loài này được Hodel miêu tả khoa học đầu tiên năm 1997.